# Schienenschmieranlage

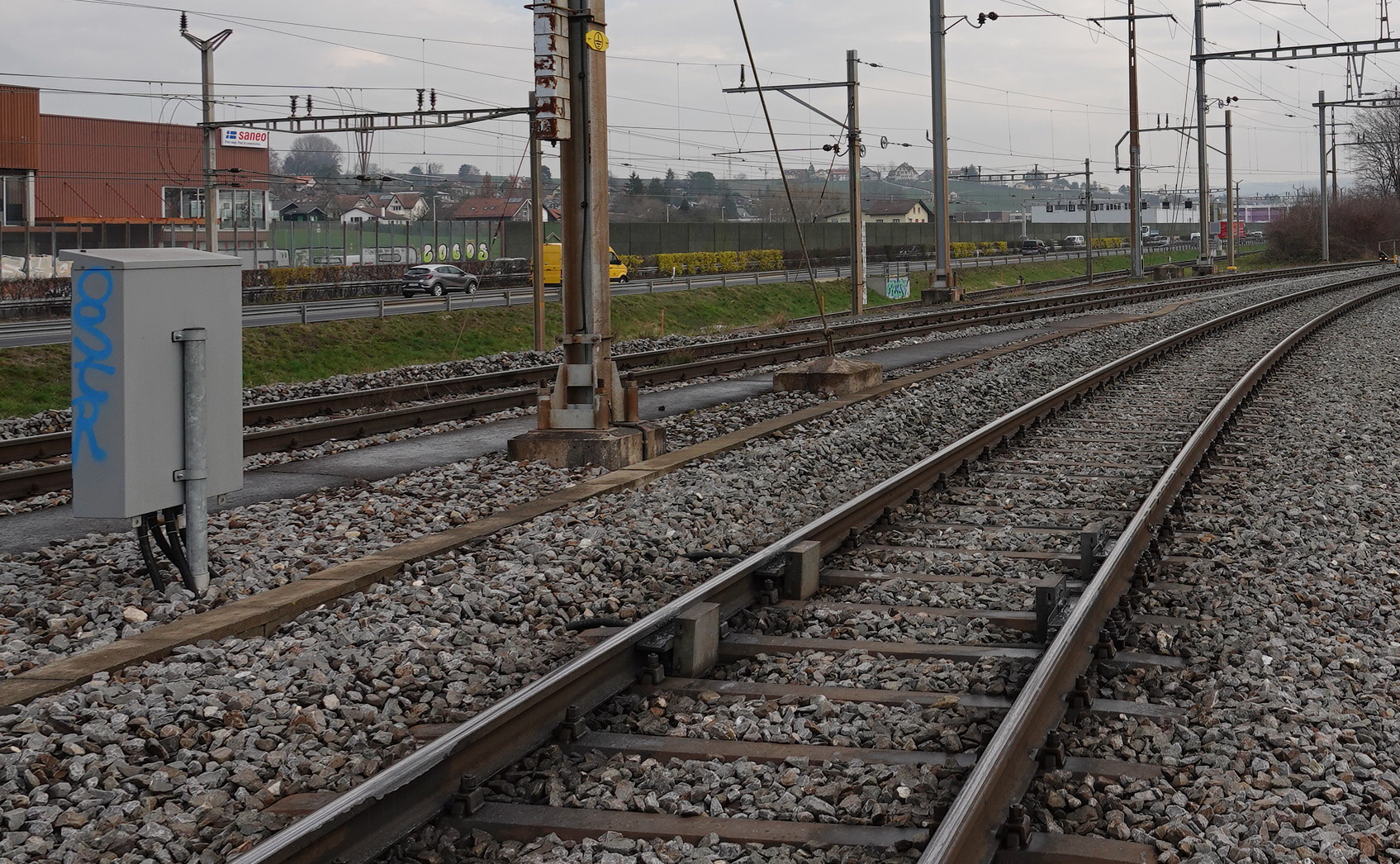
Stationäre Schienenschmieranlage im Rangierbahnhof Lausanne. Am linken Bildrand ist der Kasten mit dem Vorratsbehälter des Schmiermittels und der Steuerelektronik zu sehen, an den Schienen sind insgesamt vier Dosiereinrichtungen befestigt.

Eine Schienenschmieranlage, auch Schienenkonditionieranlage oder Schienenkopfkonditionierung, dient zur Dosierung von festen oder flüssigen Konditioniermitteln zur Veränderung des Reibwertes im Rad-Schiene-System eines schienengebundenen Verkehrsmittels. Ziel kann es dabei einerseits sein, Verschleiß und Lärm hauptsächlich bei Bogenfahrt zu reduzieren. Andererseits kann der Kraftschluss auch erhöht werden, um beispielsweise Traktionsprobleme bei Laubfall zu beheben.

## Zweck
Der Zweck einer Schienenkonditionieranlage besteht darin, das Konditionierungsmittel in den Kontaktbereich zwischen Rad und Schiene aufzutragen, um Reibungsbedingungen zu erreichen, die die Lebensdauer der Anlage optimieren, ohne den sicheren Eisenbahnbetrieb zu beeinträchtigen. Hiermit kann folgendes reduziert werden:
- Schall- und Schwingungsemissionen
- Verschleiß von Rad und Schiene
- Anzahl der Rad- und Schienenschäden

In Abhängigkeit von der maßgeblichen, aktiven Kontaktfläche zwischen Rad und Schiene können Schienenkonditionieranlagen wie folgt klassifiziert werden:
- Spurkranzschmierung oder Schienenflankenschmierung zur Schmierung der Kontaktfläche zwischen Spurkranz und Schienenflanke
- Radlenkerschmierung zur Schmierung der Kontaktfläche zwischen der Rückseite des Spurkranzes und des Radlenkers
- Reibungsmanagement der Fahrfläche der Schiene zur Veränderung der Reibung an der Kontaktfläche zwischen der Fahrfläche der Schiene und Radlauffläche
- Steigung der Kraftschlusses im Rad-Schiene-Kontakt

## Stationäre Schienenschmieranlagen

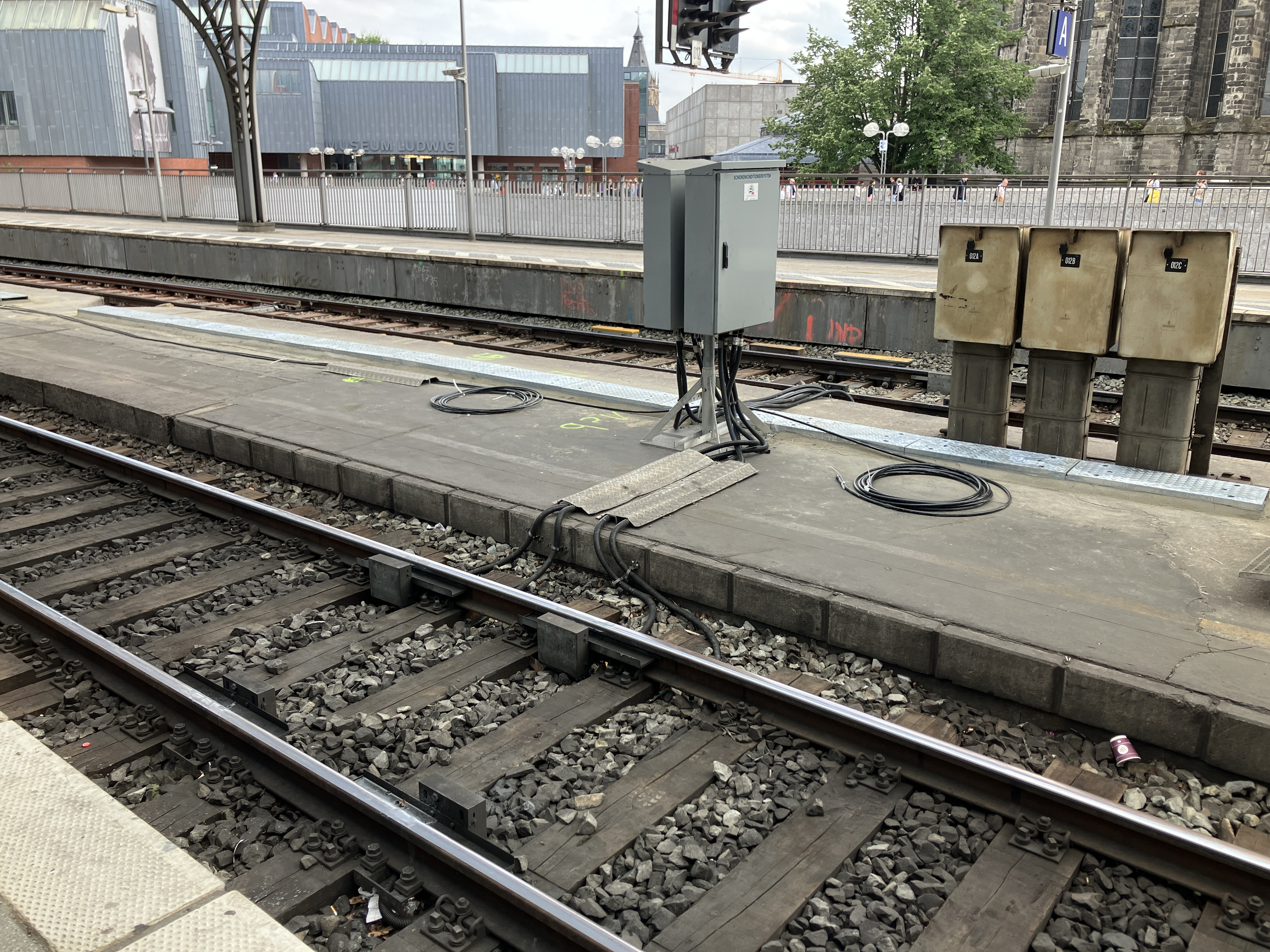
Schienenkonditioniersystem im Hauptbahnhof Köln

Eine stationäre oder ortsfeste Schienenschmieranlage eignet sich dafür, ein lokales Problem mit Schallemissionen oder Verschleiß zu adressieren. Dabei wird durch eine mit der Schiene verbundene Apparatur das Konditioniermittel beispielsweise mittels Druckluft auf den Schienenkopf gesprüht. Die Dosierung erfolgt üblicherweise immer nach einer bestimmten Anzahl an Radsätzen, welche das entsprechende Gleis passiert haben.

## Mobile Schienenschmieranlagen
Es ist ebenfalls möglich, den Schienenkopf von einem Schienenfahrzeug aus mit Konditioniermittel zu versehen. Dabei werden vom Triebfahrzeug Schmier- bzw. Konditionierungsmittel wie Wasser, Sägemehl, Fette oder Öle seitwärts an den Schienenkopf gespritzt. So können mehrere Gleisabschnitte mit nur einer installierten Anlage bearbeitet werden. Die Auslösung der Konditionierung auf dem Fahrzeug kann manuell, mittels streckenseitig installierten Signalgebern oder über GPS-Sensoren geschehen.
Die Spurkranzschmierung für Eisenbahnfahrzeuge der Normalspur ist bereits heute in Normen und Regelwerken geregelt. Im Gegensatz zu Normalspurbahnen wollen Meterspurbahnen nicht den Kraftschluss erhöhen, sondern Verschleiß und Lärm vermindern. Für Meterspurbahnen und Straßenbahnen fehlen vergleichbare Normen und Regelwerke. 21 Schweizer Schmalspurbahnen arbeiten jedoch im Bereich des Rad-Schiene-Systems eng zusammen und werden vom Bundesamt für Verkehr (BAV) unterstützt. Bei den Straßenbahnen steht vor allem das Vermeiden des Kurvenkreischens im Vordergrund. Auch der Betrieb der Schmalspurbahnen ist wegen den geringen Bogenradien anspruchsvoll. Die Lärmemissionen beim Befahren von engen Bögen können bis zu 100 dB betragen. Während die Spurkranzschmierung schon längere Zeit weltweit zur Anwendung gelangt, ist die Konditionierung des Fahrflächenkontakts heute noch nicht weit verbreitet und wird derzeit selten angewendet. Das Interesse der Schmalspurbahnen an dieser Technologie ist größer als bei Normalspurbahnen. Da sie mit ihren Fahrzeugen in der Regel das eigene Schienennetz befahren, sind sie an einem geringen Verschleiß des Gesamtsystems Rad-Schiene interessiert. Die Laufleistung pro Millimeter Raddurchmesser lag jedoch teilweise bei 2500 km statt den erwarteten 16 000 km. Achslasten von 16 Tonnen tragen nicht dazu bei, den Verschleiß bei Meterspurbahnen zu verringern. An einer Tagung am 11. März 2019 zu diesem Thema in Bern war kein einziger Vertreter einer Regelspurbahn anwesend, wohl auch, weil bei Normalspurbahnen Laufleistungen von 60 000 km/mm üblich sind.

## Schallminderung und Verschleiß
Schienenschmieranlagen werden teilweise als Mittel zur Schallminderung bei Kurvenquietschen eingesetzt. Verschiedene Untersuchungen in Deutschland, Österreich und der Schweiz zeigen eine Reduktion der gemessener Mittelungspegel um einige Dezibel. Von Anwohnern oder sonstigen Lärmbetroffenen wird diese Reduktion vielfach nicht als nachhaltige Lärmminderungsmaßnahme empfunden, weil die auftretenden Schallpegelspitzen auch nach der Installation einer Schmieranlage zwar deutlich kürzere Zeitdauern haben, aber in etwa immer noch die gleiche Höhe haben.
Lärmemissionen sind immer auch mit Verschleiß verbunden. Deshalb ist die Anwendung von Konditioniermitteln zur Reduktion von Verschleiß im Rad-Schiene-System ist ebenfalls möglich. Dabei ist sicherzustellen, dass durch die Schienenkopfkonditionierung die Bremsleistung der Schienenfahrzeuge nicht in unzulässigem Mass reduziert wird.

## Kraftschlussverbesserung
Die Anwendung von Schienenkopfkonditionierung zur Verbesserung des Kraftschlusses zwischen Rad und Schiene ist im deutschsprachigen Raum nicht verbreitet. Hier lassen sich punktuelle Probleme aufgrund mangelnder Kraftschluss zwischen Rad und Schiene mit der Sandstreueinrichtung ausreichend beheben. In Großbritannien und den Niederlanden ist der Einsatz von Konditioniermitteln im Herbst beim Laubfall üblich, da sonst der Sandverbrauch auf den Triebfahrzeugen zu hoch wäre. Die Triebfahrzeuge haben durch Laubfall Probleme beim Beschleunigen und beim Bremsen. Dabei kann es vorkommen, dass beispielsweise das Bremsen für einen Halt an einer Haltestelle aufgrund mangelnden Kraftschluss so stark beeinflusst wird, dass der Zug nicht am Bahnsteig zum Stillstand kommt.

## Umweltverträglichkeit
Bei den eingesetzten Schmiermitteln muss sichergestellt werden, dass sie keine umweltschädliche Wirkung haben, da sie durch Niederschläge aus dem Gleisbett ausgewaschen werden können.